# Marie Olsson Nylander
Marie Olsson Nylander, född 29 april 1974, är en svensk designer, inredare och influerare.

## Biografi
Marie Olsson Nylander har bland annat arbetat som creative director på Odd Molly. Hon blev känd för den breda allmänheten i och med sin medverkan i SVT-produktionen Husdrömmar som började sändas 2014. I SVT-programmet Husdrömmar Sicilien som sändes mellan 2020 och 2022 köper och renoverar hon hennes make Bill ett gammalt hus i byn Termini Imerese. I spin-off-programmet Husdrömmar Sicilien – vintageresan från 2023 reser hon och hennes syster i Europa och besöker bland annat antikvitetsaffärer och möbelmässor. 2024 blev hon intervjuad i TV-programmet Min sanning där hon bland annat berättade om saknaden efter sin mamma och sin cancerbehandling. Hon medverkade hösten 2024 i andra säsongen av Förrädarna.